# Episodi di In aller Freundschaft (ventiquattresima stagione)
La ventiquattresima stagione della serie televisiva In aller Freundschaft è stata trasmessa in anteprima in Germania da Das Erste tra il 23 marzo 2021 e il 15 febbraio 2022.
| nº | Titolo originale                | Prima TV Germania |
| -- | ------------------------------- | ----------------- |
| 1  | Augen zu und durch!             | 23 marzo 2021     |
| 2  | Wennschon – Dennschon           | 6 aprile 2021     |
| 3  | Versägt                         | 13 aprile 2021    |
| 4  | Zusammen ist man weniger allein | 20 aprile 2021    |
| 5  | Plan B                          | 27 aprile 2021    |
| 6  | Kosmische Expansion             | 4 maggio 2021     |
| 7  | Späte Rettung                   | 11 maggio 2021    |
| 8  | Prüfungen                       | 18 maggio 2021    |
| 9  | Vertrauensfrage                 | 25 maggio 2021    |
| 10 | Feste Bande                     | 1º giugno 2021    |
| 11 | Im Dienst des Feindes           | 13 luglio 2021    |
| 12 | Herzschmerz unter Radar         | 13 luglio 2021    |
| 13 | Rettungsaktionen                | 20 luglio 2021    |
| 14 | Letzter Tango?                  | 27 luglio 2021    |
| 15 | Kindersegen                     | 3 agosto 2021     |
| 16 | Gespenster                      | 10 agosto 2021    |
| 17 | Brüder                          | 17 agosto 2021    |
| 18 | Gefühlschaos                    | 24 agosto 2021    |
| 19 | Die Löffelliste                 | 31 agosto 2021    |
| 20 | Mutige Schritte                 | 14 settembre 2021 |
| 21 | Mit offenen Karten              | 21 settembre 2021 |
| 22 | Späte Reue                      | 28 settembre 2021 |
| 23 | Riss in der Welt                | 5 ottobre 2021    |
| 24 | Ich wünschte, du wärst hier     | 12 ottobre 2021   |
| 25 | Offene Rechnung                 | 19 ottobre 2021   |
| 26 | Der falsche Weg                 | 26 ottobre 2021   |
| 27 | Alles in Scherben               | 26 ottobre 2021   |
| 28 | Beziehungsstatus kompliziert    | 2 novembre 2021   |
| 29 | Gleichklang                     | 9 novembre 2021   |
| 30 | Verstrickungen                  | 16 novembre 2021  |
| 31 | Der letzte Patient              | 23 novembre 2021  |
| 32 | Der Anfang von etwas Neuem      | 30 novembre 2021  |
| 33 | Nur die Wahrheit macht frei     | 7 dicembre 2021   |
| 34 | Trau, schau, wem!               | 14 dicembre 2021  |
| 35 | Das Wunder von Leipzig          | 21 dicembre 2021  |
| 36 | Gemeinsam geht’s besser         | 4 gennaio 2022    |
| 37 | Erinnerungen                    | 11 gennaio 2022   |
| 38 | Wahrheit… oder nicht?           | 25 gennaio 2022   |
| 39 | Die Kraft der Schwachen         | 1º febbraio 2022  |
| 40 | Andere Pläne                    | 8 febbraio 2022   |
| 41 | Überreaktionen                  | 15 febbraio 2022  |
| 42 | Parallelwelten                  | 15 febbraio 2022  |